# Lincoln (Nouvelle-Zélande)
La ville de Lincoln est une localité du district de Selwyn, située dans la région de Canterbury, dans l’Île du Sud de la Nouvelle-Zélande.

## Situation
La ville est localisée dans les plaines de Canterbury à l’ouest de la péninsule de Banks, à 22 kilomètres au sud-ouest de la ville de Christchurch. 

## Population
La ville a une population de 6 100 habitants en 2018, ce qui en fait la deuxième plus importante ville du district de Selwyn après la ville de Rolleston.

## Géographie
Lincoln est une ville satellite de la cité de Christchurch et lors du recensement de 2006, 53 %  des résidents salariés de Lincoln travaillaient dans la ville de Christchurch .
La ville est le siège de l'Université Lincoln (en), la plus ancienne institution agricole supérieure de l’hémisphère sud et la plus petite des 8 universités de Nouvelle-Zélande.

## Histoire
En 1862, James FitzGerald de « The Springs » divise certaines de ses terres fraîchement acquises pour constituer la nouvelle ville de Lincoln, dénommée d’après le duc de Lincoln, un des membres fondateurs de l'Association de Canterbury (en) et membre, à partir de 1851 de son comité de direction. Le site de Lincoln sur la « L1 River » doit permettre d’installer des moulins à grains pour desservir les fermes du district. 
La ville de Lincoln est construite sur un plan en grille et FitzGerald nomme les 4 zones North, East, South et West et les routes qui les traversent d’après le nom de ses propres enfants : Robert, Maurice et William. La rue principale est James Street, Edward et Gerald Street sont dénommées d’après son propre nom. Le nouveau centre-ville grandit très rapidement et en 1873, la ville de Lincoln possède un bureau de poste, un boucher, un brasseur de bière, un boulanger, un tailleur, un commerçant, qui tenait l’hôtel, un charron, un charpentier, et un maréchal-ferrant. Le caractère tranquille de Lincoln change avec l’arrivée de la ligne de chemin de fer en 1875 et l’ouverture de la ligne de «Little River» en 1886. Le 26 avril 1875, une ligne de chemin de fer est ouverte vers Lincoln à partir de la jonction avec la ligne principale du sud (en) au niveau de la ville de Hornby. Cette ligne devient la branche de Southbridge (en). En quelques années, Lincoln devient elle-même une jonction avec la branche de branche de Little river (en) divergeant de la Southbridge Branch à Lincoln. Cette branche ouvre en direction de la ville de Birdling's Flat, le 16 mai 1882 et la ville de Little River elle-même, le 11 mars 1886. Le 30 juin 1962, Lincoln devient le terminus du chemin de fer, quand la branche de Little River et la section Lincoln-Southbridge de la Southbridge Branch sont toutes les deux fermées. Le chemin de fer ne dure pas plus longtemps dans la ville de Lincoln, fermant le 1er décembre 1967. Aujourd’hui, le chemin de randonnée du Little River Rail Trail (en) a été établi le long de l’ancien tracé du chemin de fer. La section allant de Prebbleton à Lincoln est ouverte le 30 novembre 2006. 

## Éducation et recherches
Lincoln a 3 écoles, deux primaires et l’autre secondaire.
- L’école Lincoln Primary School est une école assurant tout le primaire de l’année 1 à 8. Elle est établie en 1866 et a un effectif de 634 élèves en mars 2019
- L' école secondaire de Lincoln (en) est une structure allant de l’année 9 à 13. Elle fut fondée en 1959 et a actuellement un effectif de 1 400 élèves en mars 2020 .
- L’école Ararira Springs Primary School est une école assurant tout le primaire, allant de l’année 1 à 8. Elle a ouvert en 2019 et a un effectif de 168 élèves  en mars 2020 .

Lincoln est aussi le site de l'université Lincoln.
Associé à l’université, il y a un certain nombre d’autres installations de recherches dans la ville de Lincoln, comprenant 
- le AgResearch (en),
- le Institut de recherche sur les plantes et l’alimentation (en),
- la Foundation for Arable Research,
- le Landcare Research (en).

Plus de 400 personnes sont employées dans ces divers organismes, faisant de Lincoln une petite ville de campagne très active.

## Économie
Lincoln a une maternité hospitalière, un jardin d’enfant et un parcours de golf. C’est aussi le siège de l’Académie de Cricket de la Nouvelle-Zélande.
Lincoln abrite aussi le premier supermarché de Nouvelle-Zélande, dont l’énergie est fournie par des turbines d’éoliennes : le « Lincoln New World ». Le supermarché est construit avec un certain nombre d’initiatives adaptées pour prendre en compte l’environnement de la ville dans ses offres de services.